# Canción a la nube auspiciosa
«Canción a la nube auspiciosa» (en chino tradicional, 卿雲歌; pinyin, Qīng yún gē) fue el título de dos himnos nacionales históricos de la República de China. La primera versión fue compuesta en 1896 por Jean Hautstont, compositor y esperantista belga, y estuvo en uso de 1913 a 1915 como himno provisional. La segunda versión, compuesta por Xiao Youmei, estuvo en uso desde 1921 hasta 1928 como himno nacional oficial. La letra de ambas canciones se basó en el Comentario de Shang Shu (尚書大傳) escrito por Fu Sheng en 200-100 a. C.

## Historia
La letra de ambas versiones están basadas en un comentario escrito en Shangshu, del cual se dice fue cantado por el antiguo emperador Shun.
Su letra original está escrita en chino clásico:
"卿雲爛兮，糺縵縵兮。日月光華，旦復旦兮。", traducido como "Como brilla la nube auspiciosa. Que amplio es su brillo. La luz es espectacular con sol o luna. como revive después del amanecer."
La canción simboliza el cambio, después de la caída de la monarquía y el establecimiento de la República, la letra en chino clásico fue la favorita de muchos para ser el himno del nuevo gobierno.

## Letra

### Primera versión
| Chino tradicional                                                     | Pinyin |
| --------------------------------------------------------------------- | --- |
| 卿雲爛兮, 糺縵縵兮, 日月光華, 旦復旦兮。 時哉夫，天下非一人之天下也。 | Qīng yún làn xī, Jiū màn màn xī, Rì yuè guāng huá, Dàn fù dàn xī. Shí zāi fū, tiānxià fēi yīrén zhī tiānxià yě. |

### Segunda versión
| Chino tradicional                                             | Pinyin                                                                                             |
| ------------------------------------------------------------- | -------------------------------------------------------------------------------------------------- |
| 卿雲爛兮, 糺縵縵兮。 日月光華, 旦復旦兮; 日月光華, 旦復旦兮。 | Qīng yún làn xī, Jiū màn màn xī, Rì yuè guāng huá, Dàn fù dàn xī; Rì yuè guāng huá, Dàn fù dàn xī. |